# Timonius minahassae
Timonius minahassae är en måreväxtart som beskrevs av Sijfert Hendrik Koorders. Timonius minahassae ingår i släktet Timonius och familjen måreväxter. Inga underarter finns listade i Catalogue of Life.